# Bopolu
Bopolu is de hoofdplaats van de Liberiaanse county Gbarpolu. Bij de volkstelling van 2008 telde Bopulu 2908 inwoners.